# The Housemartins
The Housemartins foi uma banda inglesa de Indie rock formada em 1983 na cidade inglesa de Hull. Tornou-se mundialmente conhecida pelos hits "Build" e "Caravan of Love".

## História

### 1983-87: Formação
Formada originalmente em 1983 pelo guitarrista e vocalista Paul Heaton e o guitarrista Stan Cullimore, além do baixista Ted Key e o baterista Hugh Whitaker, se autodenominaram ironicamente como a "quarta melhor banda de Hull". Apesar da brincadeira e modéstia, foram verdadeiros mestres em compor grandes canções. No ano seguinte entraria Norman Cook no lugar de Ted. Pausa para mais um ano de trabalho duro. Assinam com a independente Go! Discs Records (a mesma gravadora de Billy Bragg) e meses depois conseguem um sucesso nas paradas com o terceiro single, "Happy Hour". Intitulada originalmente "French England", a canção chegou a ser número 3 na parada britânica, fazendo com que o disco de estréia, London 0 Hull 4 alcançasse a mesma posição.
Começava a comparação com o grupo de Morrissey & Marr, com quem chegaram a excursionar, como banda de abertura. Embora houvesse semelhanças nos vocais e até nas guitarras acústicas, a proposta do Housemartins era muito mais acessível, tendo como característica notável os arranjos a cappella, ou seja, harmonizações vocais, sem instrumentos. Um dos grandes momentos do primeiro disco é uma versão arrepiante do clássico de Curtis Mayfield, "People Get Ready" (incluindo apenas na versão CD). E foi exatamente uma versão neste estilo que deu o primeiro e único número 1 nas paradas: "Caravan of Love", dos compositores Ernie Isley, Chris Jasper e Marvin Isley. Apesar de não ter escrito nenhum grande sucesso do grupo (a dupla de compositores mais consistente era Cullimore e Heaton), Norman Cook era o grande arranjador, tocando piano e chamando alguns músicos extras para as sessões de gravações. O disco vendeu a respeitável marca de 500 mil cópias na Inglaterra e o mesmo número no resto do mundo.
O estilo a cappella de "Caravan of Love" não foi para o gosto de todos os fãs do Housemartins e foi até ridicularizado por alguns como um sell-out. No entanto, um material a cappella sempre fez parte do repertório da banda. "Caravan of Love" foi o primeiro realizado pela banda em sua segunda "John Peel session" em abril de 1986, anterior ao seu sucesso inicial. Por sugestão de Peel, a banda então gravou outra sessão (sob o nome The Fish City Five), composta exclusivamente de performances a cappella, e em pelo menos uma ocasião "abriram" seu próprio show com este nome alternativo. O single "Caravan of Love" incluía quatro canções gospel a cappella em seu lado B.
Com tanto sucesso foram eleitos em 1987 a melhor banda jovem do país. Apesar disso, Hugh deixa a bateria para Dave Hemingway. Influenciados por Billy Bragg, abraçaram a causa do grupo trabalhista "Red Wedge" e promovem alguns concertos no intuito de angariar fundos para o partido. Outro artista que ficaria famoso pela sua adesão ao movimento era Paul Weller, já com seu Style Council. Voltam a se reunir em estúdios e produzem mais um trabalho, o single "Five Get Over Excited", novamente um sucesso de público e crítica.

### 1988: O fim da banda
Mas os problemas já existiam. Paul havia feito "Me and the farmer" inspirado nas lutas das classes operárias. Para o segundo disco, ele preferia dar mais ênfase aos arranjos vocais, enquanto Norman queria trabalhar um pouco mais a parte experimental, testando loops e sequenciadores nos arranjos, e Stan desejava colocar mais camadas de guitarras. Paul começou a tomar atitudes dignas de um ditador, chegando ao cúmulo de editar sílabas de diferentes takes para compor uma canção, digitalmente. Simplesmente ignorava as ideias de seus companheiros, sendo o ápice da discórdia durante as gravações do vídeo para Build. A única opinião comum era que a banda estava se esgotando. Ironicamente escreveram na parede do estúdio onde gravaram o clipe os dizeres "Housemartins R. I. P." (Housemartins, descansem em paz).
Para irritar ainda mais os outros integrantes, Paul disse em uma carta ao semanário New Musical Express, que "em uma época liderada por Rick Astley, Shakin' Stevens e Pet Shop Boys, eles (os Housemartins) não eram bons o suficiente”. Após isso, o fim era a única saída. Os músicos se separaram, sendo Norman Cook o que obteve maior sucesso, com seu projeto Fatboy Slim. Como despedida, editaram uma coletânea de compactos, Now That's What I Call Quite Good em 1988.

### Rumores de um reencontro
Em agosto de 2009, a revista de música MOJO reuniu os membros originais dos Housemartins para uma entrevista e uma sessão fotográfica pela primeira vez em muitos anos. No entanto, na entrevista todos os membros sustentaram que a banda não seria retomada.
Novos rumores de uma reunião surgiram em 2014, quando Paul Heaton fez um apresentação em homenagem aos 30 anos do lendário The Adelphi Club, palco onde os próprios Housemartins assinaram seu primeiro contrato com a Go! Discs.

## Destino dos membros após o fim da banda
Exceto Ted Key, que saiu da banda logo em seu início, a maioria dos ex-integrantes prosseguiu com projetos musicais.
- Paul Heaton - logo depois do fim da banda, o ex-vocalista fundou The Beautiful South, que perdurou até 2007. Lançou o primeiro trabalho solo em 2001, intitulado Fat Chance.

- Stan Cullimore - o ex-guitarrista teve uma experiência no setor comercial, abrindo um restaurante vegetariano que infelizmente não deu certo. Mais adiante, Stan percebeu um talento inato para escrever histórias infantis. Em dezembro de 2009, ele coescreveu canções e fez parte da banda da série The Bopps, do canal infantil Nick Jr., que foi transmitida no Reino Unido em abril de 2010. Hoje Stan é dono de uma produtora.

- Norman Cook - o ex-baixista prossegue com sua duradoura carreira musical, hoje é DJ, o famoso Fatboy Slim.

- Dave Hemingway - o ex-baterista e vocal de apoio continuou sua carreira com Paul Heaton na The Beautiful South até o final da banda em 2007. Lançou um álbum solo: Hello Cruel World.

- Ted Key - é professor de Matemática em Berkshire.

- Hugh Whitaker - vive em Leeds e toca com bandas l ocais.

## No Brasil
No Brasil canção "Build" fez muito sucesso e ficou conhecida como "Melô do Papel", sendo um exemplo de virundum, já que o refrão ba-ba-ba-ba-build,, era entendido como 'pa-pa-pa-papel.

## Discografia
| Álbuns de estúdio - London 0 Hull 4 (1986) - The People Who Grinned Themselves to Death (1987) Singles - "Flag Day" (1985) - "Sheep" (1986) - "Happy Hour" (1986) - "Think for a Minute" (1986) - "Caravan of Love" (1986) - "Five Get Over Excited" (1987) - "Me and the Farmer" (1987) - "Build" (1987) - "There Is Always Something There to Remind Me" (1988) | Coletâneas - The Housemartins Christmas (1986) - Now That's What I Call Quite Good (1988) - The Best of the Housemartins (2004) - Soup (2007) Álbuns ao vivo - Live at the BBC (2006) |

## Videografia
- "Sheep"
- "Happy Hour"
- "Think for a Minute"
- "Caravan of Love"
- "Five Get Over Excited"
- "Me and the Farmer"
- "Build"
- "Always Something There to Remind Me"
- "We're Not Deep"

## Biografia
- THE HOUSEMARTINS Now That's What I Call Quite Good por Nick Swift (1988) ISBN 0-71191-517-2

## Ligações Externas
- Fã site